# Scharrachbergheim-Irmstett
Scharrachbergheim-Irmstett è un comune francese di 1 243 abitanti situato nel dipartimento del Basso Reno nella regione del Grand Est.

## Società

### Evoluzione demografica
Abitanti censiti